# ايمي هالوران
ايمي هالوران (بالإنجليزية: Amy Halloran)‏ هي ممثلة أمريكية.

## وصلات خارجية
- ايمي هالوران على موقع IMDb (الإنجليزية)
- ايمي هالوران على موقع أول موفي (الإنجليزية)
- ايمي هالوران على موقع قاعدة بيانات الفيلم (الإنجليزية)